# Ecclesiam Dei
Ecclesiam Dei è un'enciclica di papa Pio XI, promulgata il 12 novembre 1923, e scritta in occasione del III centenario del martirio di San Giosafat Kuncewycz.